# Lutte aux Jeux olympiques de 1920
Navigation
Stockholm 1912 Paris 1924

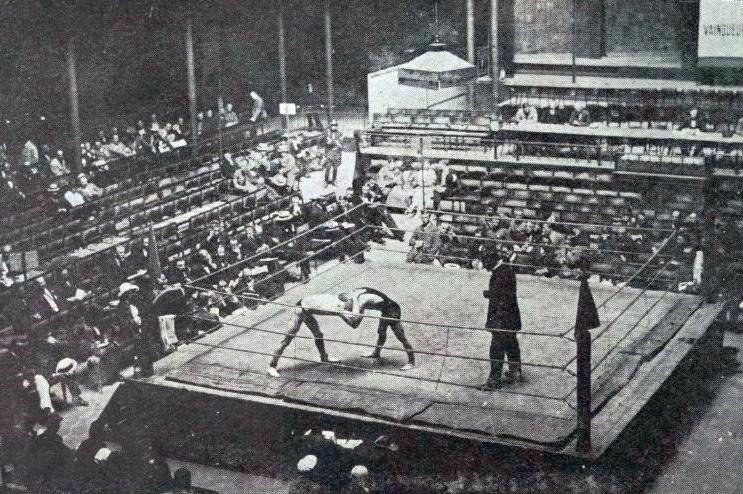
La lutte aux JO d'Anvers 1920.

Dix épreuves de lutte eurent lieu à l'occasion des Jeux olympiques d'été de 1920 à Anvers.

## Tableau des médailles pour la lutte
| Rang | Pays        | Médaille d'or | Médaille d'argent | Médaille de bronze | Total |
| ---- | ----------- | ------------- | ----------------- | ------------------ | ----- |
| 1    | Finlande    | 5             | 5                 | 2                  | 12    |
| 2    | Suède       | 3             | 1                 | 2                  | 6     |
| 3    | États-Unis  | 1             | 2                 | 3                  | 6     |
| 4    | Suisse      | 1             | 1                 | 0                  | 2     |
| 5    | Danemark    | 0             | 1                 | 1                  | 2     |
| 6    | Royaume-Uni | 0             | 0                 | 2                  | 2     |
| 7    | Norvège     | 0             | 0                 | 1                  | 1     |

## Lutte gréco-romaine

### Poids plume, -60 kg
| Médaille           | Nom              | Pays     |
| ------------------ | ---------------- | -------- |
| Médaille d'or      | Oskari Friman    | Finlande |
| Médaille d'argent  | Heikki Kähkönen  | Finlande |
| Médaille de bronze | Fritiof Svensson | Suède    |

### Poids légers, 60 - 67.5 kg
| Médaille           | Nom               | Pays     |
| ------------------ | ----------------- | -------- |
| Médaille d'or      | Emil Väre         | Finlande |
| Médaille d'argent  | Taavi Tamminen    | Finlande |
| Médaille de bronze | Frithjof Andersen | Norvège  |

### Poids moyens, 67.5 - 75 kg
| Médaille           | Nom             | Pays     |
| ------------------ | --------------- | -------- |
| Médaille d'or      | Carl Westergren | Suède    |
| Médaille d'argent  | Arthur Lindfors | Finlande |
| Médaille de bronze | Masa Perttilä   | Finlande |

### Poids mi-lourds, 75 - 82.5 kg
| Médaille           | Nom              | Pays     |
| ------------------ | ---------------- | -------- |
| Médaille d'or      | Claes Johanson   | Suède    |
| Médaille d'argent  | Edil Rosenqvist  | Finlande |
| Médaille de bronze | Johannes Eriksen | Danemark |

### Poids lourds, +82.5 kg
| Médaille           | Nom             | Pays     |
| ------------------ | --------------- | -------- |
| Médaille d'or      | Adolf Lindfors  | Finlande |
| Médaille d'argent  | Poul Hansen     | Danemark |
| Médaille de bronze | Martti Nieminen | Finlande |

## Lutte libre

### Poids plume, -60 kg
| Médaille           | Nom             | Pays        |
| ------------------ | --------------- | ----------- |
| Médaille d'or      | Charles Ackerly | États-Unis  |
| Médaille d'argent  | Samuel Gerson   | États-Unis  |
| Médaille de bronze | Philip Bernard  | Royaume-Uni |

### Poids légers, 60 - 67.5 kg
| Médaille           | Nom               | Pays        |
| ------------------ | ----------------- | ----------- |
| Médaille d'or      | Kalle Anttila     | Finlande    |
| Médaille d'argent  | Gottfrid Svensson | Suède       |
| Médaille de bronze | Peter Wright      | Royaume-Uni |

### Poids moyens 67.5 - 75 kg
| Médaille           | Nom             | Pays       |
| ------------------ | --------------- | ---------- |
| Médaille d'or      | Eino Leino      | Finlande   |
| Médaille d'argent  | Väinö Penttala  | Finlande   |
| Médaille de bronze | Charles Johnson | États-Unis |

### Poids mi-lourds, 75 - 82.5 kg
| Médaille           | Nom             | Pays       |
| ------------------ | --------------- | ---------- |
| Médaille d'or      | Anders Larsson  | Suède      |
| Médaille d'argent  | Charles Courant | Suisse     |
| Médaille de bronze | Walter Maurer   | États-Unis |

### Poids lourds, +82.5 kg
| Médaille           | Nom                 | Pays       |
| ------------------ | ------------------- | ---------- |
| Médaille d'or      | Robert Roth         | Suisse     |
| Médaille d'argent  | Nathaniel Pendleton | États-Unis |
| Médaille de bronze | Fred Meyer          | États-Unis |
| Médaille de bronze | Ernst Nilsson       | Suède      |